# Schönitzer See
Der ca. 145 ha große Schönitzer See ist ein See in Sachsen-Anhalt (Deutschland) in der Nähe des Ortsteiles Riesigk der Stadt Oranienbaum-Wörlitz (Landkreis Wittenberg).
Der Schönitzer See ist nur wenige Meter tief und liegt auf einer Höhe von 62 m ü. NN. Er ist der herausragendste Naturraum des Ortsteiles und wird über die Elbe in nördliche Richtung in die Nordsee entwässert.
Der See ist ein ehemaliger Altarm der Elbe. Er wird durch die Straße zum Riesigker Ortsteil Schönitz, von dem sich auch der Name ableitet, und durch den Hochwasserdeich Neuer Wall in drei Abschnitte geteilt. Der Abschnitt nördlich des Neuen Walles gehört zu Wörlitz. Über einen erst in den 1970er Jahren geschaffenen Graben können auch die Seen im Wörlitzer Park bei Bedarf mit zusätzlichem Wasser versorgt werden.
Der Elberadweg auf bzw. am Neuen Wall führt am nördlichen Rande der Gemeinde Riesigk durch die Elbaue.
Als Altarm der Elbe ist er ein eutropher Flachwassersee, der in den letzten Jahrzehnten stark verlandete. Röhrichte, Wiesen und Auwaldfragmente säumen seine Ufer. Der südliche Teil befindet sich in der Ortslage Riesigk, außerhalb des Überflutungsbereiches der Elbe. Der nördliche Teil wird als Radehochsee bezeichnet und regelmäßig von Hochwassern überflutet. Der größtenteils aus der Dübener Heide kommende Fließgraben durchfließt diesen Teil des Sees, bevor er bei Wörlitz in die Elbe mündet. Diese Situation, wie auch die auf den Flächen liegende Nutzung, haben einen entscheidenden Einfluss auf die Zusammensetzung der verhältnismäßig artenreichen Fauna und Flora des Gebietes. Westlich des Sees befinden sich acht künstlich aufgeschüttete Hügel, die dem Hochwasserschutz dienen, insbesondere dem Schutz des nahen Hochwasserdeiches vor starkem Eisgang. Sie werden auch als Wildberge bezeichnet, da sie bei Hochwasser als Rettungshügel dienen. Auf dem nördlichsten Hügel befindet sich ein Gedenkstein in direkter Sichtbeziehung zum Wörlitzer Park.
2002 wurde auch dieses Gebiet vom Hochwasser der Elbe heimgesucht. Nach einem herbeigeführten Deichbruch bei Rehsen wurde auch das Schönitzer Luch überflutet. Anschließend durchgeführte umfangreiche Deichbaumaßnahmen schützen dieses Gebiet seitdem, so dass es beim  Hochwasser in Mitteleuropa 2013 zu keiner erneuten Überflutung kam.
Der See befindet sich im Naturschutzgebiet Schönitzer See im Biosphärenreservat Mittelelbe. Bekannt ist der See unter anderen auch für seinen Fischreichtum. Es finden sich Aale, Barsche, Hechte und Welse in dem See.